# One Love (David Guetta)
One Love is het vierde studio-album van de Franse dj David Guetta. Het werd uitgebracht in de officiële iTunes Store op 21 augustus 2009. Het album werd in Europa op 24 augustus en in de VS op 25 augustus 2009 op cd uitgebracht.

## Nummers
1. When Love Takes Over (met Kelly Rowland)
2. Gettin' Over (met Chris Willis)
3. Sexy Bitch (met Akon)
4. Memories (met Kid Cudi)
5. On the Dancefloor (met Will.i.am & Apl De Ap)
6. It's the Way You Love Me (met Kelly Rowland)
7. Missing You Anymore (met Novel)
8. Choose (met Ne-Yo & Kelly Rowland)
9. How Soon Is Now (met Sebastian Ingrosso & Dirty South)
10. I Gotta Feeling (The Black Eyed Peas - Fmif Remix Edit)
11. One Love (met Estelle)
12. I Wanna Go Crazy (met Will.i.am)
13. Sound of Letting Go (met Tocadisco en Chris Willis)
14. Toyfriend (met Afrojack en Wynter Gordon)
15. If We Ever (met Makeba)

## Hitnoteringen

### NederlandseAlbum Top 100
| Hitnotering: (Week 1 t/m 22) 29-08-2009 t/m 23-01-2010 Hitnotering: (Week 23 t/m 64) 06-02-2010 t/m 20-11-2010 Hitnotering: (Week 65 t/m 72) 04-12-2010 t/m 22-01-2011 | Hitnotering: (Week 1 t/m 22) 29-08-2009 t/m 23-01-2010 Hitnotering: (Week 23 t/m 64) 06-02-2010 t/m 20-11-2010 Hitnotering: (Week 65 t/m 72) 04-12-2010 t/m 22-01-2011 | Hitnotering: (Week 1 t/m 22) 29-08-2009 t/m 23-01-2010 Hitnotering: (Week 23 t/m 64) 06-02-2010 t/m 20-11-2010 Hitnotering: (Week 65 t/m 72) 04-12-2010 t/m 22-01-2011 | Hitnotering: (Week 1 t/m 22) 29-08-2009 t/m 23-01-2010 Hitnotering: (Week 23 t/m 64) 06-02-2010 t/m 20-11-2010 Hitnotering: (Week 65 t/m 72) 04-12-2010 t/m 22-01-2011 | Hitnotering: (Week 1 t/m 22) 29-08-2009 t/m 23-01-2010 Hitnotering: (Week 23 t/m 64) 06-02-2010 t/m 20-11-2010 Hitnotering: (Week 65 t/m 72) 04-12-2010 t/m 22-01-2011 | Hitnotering: (Week 1 t/m 22) 29-08-2009 t/m 23-01-2010 Hitnotering: (Week 23 t/m 64) 06-02-2010 t/m 20-11-2010 Hitnotering: (Week 65 t/m 72) 04-12-2010 t/m 22-01-2011 | Hitnotering: (Week 1 t/m 22) 29-08-2009 t/m 23-01-2010 Hitnotering: (Week 23 t/m 64) 06-02-2010 t/m 20-11-2010 Hitnotering: (Week 65 t/m 72) 04-12-2010 t/m 22-01-2011 | Hitnotering: (Week 1 t/m 22) 29-08-2009 t/m 23-01-2010 Hitnotering: (Week 23 t/m 64) 06-02-2010 t/m 20-11-2010 Hitnotering: (Week 65 t/m 72) 04-12-2010 t/m 22-01-2011 | Hitnotering: (Week 1 t/m 22) 29-08-2009 t/m 23-01-2010 Hitnotering: (Week 23 t/m 64) 06-02-2010 t/m 20-11-2010 Hitnotering: (Week 65 t/m 72) 04-12-2010 t/m 22-01-2011 | Hitnotering: (Week 1 t/m 22) 29-08-2009 t/m 23-01-2010 Hitnotering: (Week 23 t/m 64) 06-02-2010 t/m 20-11-2010 Hitnotering: (Week 65 t/m 72) 04-12-2010 t/m 22-01-2011 | Hitnotering: (Week 1 t/m 22) 29-08-2009 t/m 23-01-2010 Hitnotering: (Week 23 t/m 64) 06-02-2010 t/m 20-11-2010 Hitnotering: (Week 65 t/m 72) 04-12-2010 t/m 22-01-2011 | Hitnotering: (Week 1 t/m 22) 29-08-2009 t/m 23-01-2010 Hitnotering: (Week 23 t/m 64) 06-02-2010 t/m 20-11-2010 Hitnotering: (Week 65 t/m 72) 04-12-2010 t/m 22-01-2011 | Hitnotering: (Week 1 t/m 22) 29-08-2009 t/m 23-01-2010 Hitnotering: (Week 23 t/m 64) 06-02-2010 t/m 20-11-2010 Hitnotering: (Week 65 t/m 72) 04-12-2010 t/m 22-01-2011 | Hitnotering: (Week 1 t/m 22) 29-08-2009 t/m 23-01-2010 Hitnotering: (Week 23 t/m 64) 06-02-2010 t/m 20-11-2010 Hitnotering: (Week 65 t/m 72) 04-12-2010 t/m 22-01-2011 | Hitnotering: (Week 1 t/m 22) 29-08-2009 t/m 23-01-2010 Hitnotering: (Week 23 t/m 64) 06-02-2010 t/m 20-11-2010 Hitnotering: (Week 65 t/m 72) 04-12-2010 t/m 22-01-2011 | Hitnotering: (Week 1 t/m 22) 29-08-2009 t/m 23-01-2010 Hitnotering: (Week 23 t/m 64) 06-02-2010 t/m 20-11-2010 Hitnotering: (Week 65 t/m 72) 04-12-2010 t/m 22-01-2011 | Hitnotering: (Week 1 t/m 22) 29-08-2009 t/m 23-01-2010 Hitnotering: (Week 23 t/m 64) 06-02-2010 t/m 20-11-2010 Hitnotering: (Week 65 t/m 72) 04-12-2010 t/m 22-01-2011 | Hitnotering: (Week 1 t/m 22) 29-08-2009 t/m 23-01-2010 Hitnotering: (Week 23 t/m 64) 06-02-2010 t/m 20-11-2010 Hitnotering: (Week 65 t/m 72) 04-12-2010 t/m 22-01-2011 | Hitnotering: (Week 1 t/m 22) 29-08-2009 t/m 23-01-2010 Hitnotering: (Week 23 t/m 64) 06-02-2010 t/m 20-11-2010 Hitnotering: (Week 65 t/m 72) 04-12-2010 t/m 22-01-2011 | Hitnotering: (Week 1 t/m 22) 29-08-2009 t/m 23-01-2010 Hitnotering: (Week 23 t/m 64) 06-02-2010 t/m 20-11-2010 Hitnotering: (Week 65 t/m 72) 04-12-2010 t/m 22-01-2011 |
| Week: | 1 | 2 | 3 | 4 | 5 | 6 | 7 | 8 | 9 | 10 | 11 | 12 | 13 | 14 | 15 | 16 | 17 | 18 | 19 |
| --- | --- | --- | --- | --- | --- | --- | --- | --- | --- | --- | --- | --- | --- | --- | --- | --- | --- | --- | --- |
| Positie: | 17 | 11 | 15 | 27 | 24 | 38 | 38 | 43 | 50 | 47 | 58 | 68 | 83 | 100 | 100 | 88 | 85 | 95 | 97 |
| Week: | 20 | 21 | 22 | | 23 | 24 | 25 | 26 | 27 | 28 | 29 | 30 | 31 | 32 | 33 | 34 | 35 | 36 | 37 |
| Positie: | 72 | 86 | 95 | uit | 88 | 58 | 61 | 49 | 41 | 47 | 44 | 29 | 9 | 5 | 4 | 4 | 6 | 10 | 18 |
| Week: | 38 | 39 | 40 | 41 | 42 | 43 | 44 | 45 | 46 | 47 | 48 | 49 | 50 | 51 | 52 | 53 | 54 | 55 | 56 |
| Positie: | 12 | 10 | 13 | 17 | 18 | 30 | 18 | 23 | 22 | 22 | 18 | 19 | 17 | 22 | 28 | 32 | 33 | 57 | 61 |
| Week: | 57 | 58 | 59 | 60 | 61 | 62 | 63 | 64 | | 65 | 66 | 67 | 68 | 69 | 70 | 71 | 72 | | |
| Positie: | 87 | 68 | 84 | 95 | 93 | 44 | 78 | 91 | uit | 34 | 20 | 16 | 26 | 20 | 22 | 22 | 35 | uit | |

### VlaamseUltratop 100Albums
| Hitnotering: (Week 1 t/m 65) 29-08-2009 t/m 20-11-2010 Hitnotering: (Week 66 t/m 73) 04-12-2010 t/m 22-01-2011 | Hitnotering: (Week 1 t/m 65) 29-08-2009 t/m 20-11-2010 Hitnotering: (Week 66 t/m 73) 04-12-2010 t/m 22-01-2011 | Hitnotering: (Week 1 t/m 65) 29-08-2009 t/m 20-11-2010 Hitnotering: (Week 66 t/m 73) 04-12-2010 t/m 22-01-2011 | Hitnotering: (Week 1 t/m 65) 29-08-2009 t/m 20-11-2010 Hitnotering: (Week 66 t/m 73) 04-12-2010 t/m 22-01-2011 | Hitnotering: (Week 1 t/m 65) 29-08-2009 t/m 20-11-2010 Hitnotering: (Week 66 t/m 73) 04-12-2010 t/m 22-01-2011 | Hitnotering: (Week 1 t/m 65) 29-08-2009 t/m 20-11-2010 Hitnotering: (Week 66 t/m 73) 04-12-2010 t/m 22-01-2011 | Hitnotering: (Week 1 t/m 65) 29-08-2009 t/m 20-11-2010 Hitnotering: (Week 66 t/m 73) 04-12-2010 t/m 22-01-2011 | Hitnotering: (Week 1 t/m 65) 29-08-2009 t/m 20-11-2010 Hitnotering: (Week 66 t/m 73) 04-12-2010 t/m 22-01-2011 | Hitnotering: (Week 1 t/m 65) 29-08-2009 t/m 20-11-2010 Hitnotering: (Week 66 t/m 73) 04-12-2010 t/m 22-01-2011 | Hitnotering: (Week 1 t/m 65) 29-08-2009 t/m 20-11-2010 Hitnotering: (Week 66 t/m 73) 04-12-2010 t/m 22-01-2011 | Hitnotering: (Week 1 t/m 65) 29-08-2009 t/m 20-11-2010 Hitnotering: (Week 66 t/m 73) 04-12-2010 t/m 22-01-2011 | Hitnotering: (Week 1 t/m 65) 29-08-2009 t/m 20-11-2010 Hitnotering: (Week 66 t/m 73) 04-12-2010 t/m 22-01-2011 | Hitnotering: (Week 1 t/m 65) 29-08-2009 t/m 20-11-2010 Hitnotering: (Week 66 t/m 73) 04-12-2010 t/m 22-01-2011 | Hitnotering: (Week 1 t/m 65) 29-08-2009 t/m 20-11-2010 Hitnotering: (Week 66 t/m 73) 04-12-2010 t/m 22-01-2011 | Hitnotering: (Week 1 t/m 65) 29-08-2009 t/m 20-11-2010 Hitnotering: (Week 66 t/m 73) 04-12-2010 t/m 22-01-2011 | Hitnotering: (Week 1 t/m 65) 29-08-2009 t/m 20-11-2010 Hitnotering: (Week 66 t/m 73) 04-12-2010 t/m 22-01-2011 | Hitnotering: (Week 1 t/m 65) 29-08-2009 t/m 20-11-2010 Hitnotering: (Week 66 t/m 73) 04-12-2010 t/m 22-01-2011 | Hitnotering: (Week 1 t/m 65) 29-08-2009 t/m 20-11-2010 Hitnotering: (Week 66 t/m 73) 04-12-2010 t/m 22-01-2011 | Hitnotering: (Week 1 t/m 65) 29-08-2009 t/m 20-11-2010 Hitnotering: (Week 66 t/m 73) 04-12-2010 t/m 22-01-2011 | Hitnotering: (Week 1 t/m 65) 29-08-2009 t/m 20-11-2010 Hitnotering: (Week 66 t/m 73) 04-12-2010 t/m 22-01-2011 |
| Week: | 1 | 2 | 3 | 4 | 5 | 6 | 7 | 8 | 9 | 10 | 11 | 12 | 13 | 14 | 15 | 16 | 17 | 18 | 19 |
| --- | --- | --- | --- | --- | --- | --- | --- | --- | --- | --- | --- | --- | --- | --- | --- | --- | --- | --- | --- |
| Positie: | 11 | 2 | 4 | 5 | 10 | 8 | 12 | 11 | 16 | 21 | 30 | 33 | 38 | 55 | 62 | 66 | 65 | 59 | 51 |
| Week: | 20 | 21 | 22 | 23 | 24 | 25 | 26 | 27 | 28 | 29 | 30 | 31 | 32 | 33 | 34 | 35 | 36 | 37 | 38 |
| Positie: | 47 | 53 | 52 | 42 | 39 | 31 | 34 | 37 | 40 | 47 | 45 | 40 | 42 | 39 | 35 | 27 | 29 | 23 | 33 |
| Week: | 39 | 40 | 41 | 42 | 43 | 44 | 45 | 46 | 47 | 48 | 49 | 50 | 51 | 52 | 53 | 54 | 55 | 56 | 57 |
| Positie: | 40 | 20 | 24 | 30 | 31 | 31 | 30 | 19 | 25 | 19 | 15 | 11 | 7 | 12 | 14 | 18 | 22 | 32 | 40 |
| Week: | 58 | 59 | 60 | 61 | 62 | 63 | 64 | 65 | | 66 | 67 | 68 | 69 | 70 | 71 | 72 | 73 | | |
| Positie: | 51 | 46 | 47 | 62 | 33 | 40 | 65 | 85 | uit | 38 | 20 | 20 | 19 | 27 | 27 | 24 | 28 | uit | |